# Bernhard von Gudden
Johann Bernhard Aloys von Gudden (7. června 1824 – 13. června 1886) byl německý psychiatr.

## Kariéra
V roce 1848 získal doktorát na univerzitě Martina Luthera a stal se stážistou léčebny v Siegburgu u Carla Wiganda Maximiliana Jacobiho. V letech 1851 až 1855 pracoval jako psychiatr pod vedením Christiana Friedricha Wilhelma Rollera v psychiatrické léčebně v Illenau v Bádensku. Mezi lety 1855 až 1869 působil jako ředitel psychiatrické léčebny ve Wernecku. V roce 1869 byl jmenován ředitelem nemocnice v Burghölzli a zároveň profesorem psychiatrie na curyšské univerzitě. V roce 1872 byl jmenován Obermedicinalrathem a ředitelem hornobavorského Kreis-Irrenanstaltu (okresní psychiatrické léčebny) se sídlem v Mnichově. Krátce poté se stal profesorem psychiatrie na mnichovské univerzitě.
Významně se podílel na výzkumu neuroanatomie, zejména na mapování a popisu drah, spojení, počátků a neuroanatomických center lebečních a optických nervových sítí.
V Německu byl velmi uznávaným psychiatrem a později se stal osobním lékařem bavorského krále Ludvíka II.

### Záhadná smrt
Dne 13. června 1886 byl král Ludvík a jeho lékař Gudden nalezeni utonutí poblíž břehu Starnberského jezera. Podrobnosti jejich smrti zůstávají dodnes záhadou.
Jeho celoživotní dílo sbíral a upravoval jeho zeť psychiatr Hubert von Grashey.